# Paul Downing
Paul Michael Downing (Taunton, Somerset, Inglaterra; 26 de octubre de 1991) es un futbolista inglés. Juega de defensa en el Hereford FC de la National League North.

## Estadísticas
Actualizado al 7 de octubre de 2018.
| Club                      | País       | Año           | PJ  | Goles |
| ------------------------- | ---------- | ------------- | --- | ----- |
| West Bromwich Albion      | Inglaterra | 2009-2012     | 0   | 0     |
| Hereford United (cesión)  | Inglaterra | 2010          | 6   | 0     |
| Rotherham United (cesión) | Inglaterra | 2010-2011     | 0   | 0     |
| Shrewsbury Town (cesión)  | Inglaterra | 2011          | 0   | 0     |
| Barnet (cesión)           | Inglaterra | 2011-2012     | 26  | 0     |
| Walsall                   | Inglaterra | 2012-2016     | 156 | 6     |
| Milton Keynes Dons        | Inglaterra | 2016-2018     | 37  | 0     |
| Blackburn Rovers (cesión) | Inglaterra | 2017-2018     | 16  | 1     |
| Blackburn Rovers          | Inglaterra | 2018-2019     | 13  | 0     |
| Doncaster Rovers (cesión) | Inglaterra | 2019          | 0   | 0     |
| Portsmouth                | Inglaterra | 2019-2022     |     |       |
| Hereford FC               | Inglaterra | 2023-presente |     |       |